# Choto Haibor
Choto Haibor is een census town in het district Nagaon van de Indiase staat Assam. 

## Demografie
Volgens de Indiase volkstelling van 2001 wonen er 5247 mensen in Choto Haibor, waarvan 52% mannelijk en 48% vrouwelijk is. De plaats heeft een alfabetiseringsgraad van 67%. 